# Formica aequalis
Formica aequalis é uma espécie de formiga do gênero Formica, pertencente à subfamília Formicinae.